# Mass Appeal Records
Mass Appeal Records è un'etichetta discografica indipendente statunitense, fondata nel 2014 dal rapper Nas e dal produttore Peter Bittenbender come branca musicale del Mass Appeal Media Group in collaborazione con la Decon.

## Storia
Il 10 aprile 2013, è stato annunciato che il Mass Appeal Music Group, società fondata nel 1996, sarebbe stato rilevato e rilanciato da un gruppo di investitori, tra i quali il rapper statunitense Nas. L'accordo comprendeva la fusione con lo studio creativo Decon e con la White Owl Capital Partners.
Nel 2014, l'etichetta ha messo sotto contratto il duo Run the Jewels, composto dai rapper Killer Mike e El-P, e ha distribuito il loro secondo album in studio Run the Jewels 2, oltre a firmare il rapper Fashawn e a distribuire il suo album The Ecology. Nello stesso anno, l'etichetta ha distribuito il singolo di Young Thug, Freddie Gibbs e ASAP Ferg Old English e l'ultimo album del trio Danity Kane, che si è sciolto dopo la pubblicazione del progetto.
Tra il 2015 e il 2016, la Mass Appeal ha firmato DJ Shadow e ha distribuito il suo album The Mountain Will Fall e ha messo sotto contratto Dave East, che ha pubblicato il mixtape Kairi Chanel, oltre a distribuire gli album postumi Long Live the Pimp di Pimp C e The Diary di J Dilla. Nello stesso anno, i Run the Jewels hanno annunciato di avere lasciato l'etichetta, ma nonostante ciò di essere in buoni rapporti con Nas.
Nel 2018, la Mass Appeal ha annunciato di avere raggiunto un accordo esclusivo di distribuzione con lo Universal Music Group, e pochi mesi dopo ha distribuito il decimo album in studio di Nas Nasir, prodotto interamente da Kanye West.
Nel 2019 è stata annunciata la fondazione di Mass Appeal India, in partnership con la Universal Music India, con la firma dell'artista indiano Divine.

## Artisti

### Artisti attuali
- Nas (fondatore; 2014-)
- 070 Phi (2018-)[13]
- atm (2019-)[14]
- Black Milk (2018-)[15]
- Dabzee (2024-)[16]
- De La Soul (2019-)[17]
- Divine (2019-)[12]
- DJ Shadow (2016-)[18]
- Fashawn (2014-)[19]
- Ghostface Killah (2024-)[20]
- Mannie Fresh (2016-)
- N.O.R.E. (2017-)[21]
- Statik Selektah (2020-)[22]

### Artisti precedenti
- Boldy James (2015-2017)[23]
- Danity Kane (2014)[6]
- Dave East (2014-2021)[24]
- Pimp C (2016)[8]
- Run the Jewels (2014-2017)[10]

## Controversie
Durante ottobre 2023 Melissa Cooper, ex dipendente dell'azienda, ha citato in giudizio la Mass Appeal e in particolare la vicepresidente Jenya Meggs, affermando di essere stata "vittima di una cospirazione razzista per danneggiare la sua reputazione".